# لوید کاسنر
لوید کاسنر (به انگلیسی: Lloyd Casner) (زادهٔ ۳۰ اوت ۱۹۲۸ در میامی، درگذشتهٔ ۱۰ آوریل ۱۹۶۵ در لو مان) رانندهٔ مسابقات فرمول یک اهل ایالات متحده، و بنیانگذار تیم بخش مسابقات موتوری کاسنر بود.
کاسنر که یک خلابان خطوط هوایی تجاری بود، به مازراتی بردکیج علاقه پیدا کرد و برای ورود به مسابقات ۲۴ ساعته لمانز ۱۹۶۰ تیم خودش را تشکیل داد. در اوت ۱۹۶۰، یک خودروی تیپو ۶۱ توسط تیم کامرادی کاسنر، و به رانندگی استیرلینگ ماس و دن گرنی وارد این مسابقات شد و مقام قهرمانی مسابقهٔ ۱٬۰۰۰ کیلومتری نوربورگ‌رینگ را از آن خود کرد.
کاسنر، که با ماستن گرگوری به‌طور مشترک از یک خودروی بردکیج استفاده می‌کرد، قهرمانی مسابقهٔ ۱٬۰۰۰ کیلومتری نوربورگ‌رینگ را برای تیم کامرادی کسب کرد، اما هرگز برندهٔ مسابقات لمانز نشد. او در یک تصادف طی آزمایش یک مازراتی جدید برای مسابقات ۲۴ ساعته لمانز ۱۹۶۵ پیش رو کشته‌شد. شخصیت او در فیلم کلاه ایمنی سبز محصول سال ۱۹۶۱ ظاهر شد.
کاسنر در مسابقهٔ جایزه گلاور ۱۹۶۱، که یک مسابقهٔ غیر قهرمانی فرمول یک بود، شرکت کرد.